# Rhondda Cynon Taf
Rhondda Cynon Taf, initialement nommé Rhondda, Cynon, Taff en anglais et Rhondda, Cynon, Taf en gallois, est un borough de comté situé dans le sud du pays de Galles. Le village de Clydach Vale en est le centre administratif.

## Toponymie
Son nom provient de ceux de trois rivières qui traversent le borough de comté : la Cynon, la Rhondda et la Taf.

## Jumelage
- Ravensbourg (Allemagne) depuis 1993